# Cave Creek
Cave Creek é uma vila localizada no estado americano do Arizona, no condado de Maricopa. Foi incorporada em 1986.

## Geografia
De acordo com o United States Census Bureau, a vila tem uma área de 98,21 km², onde 98,19 km² estão cobertos por terra e 0,03 km² por água.

### Localidades na vizinhança
O diagrama seguinte representa as localidades num raio de 32 km ao redor de Cave Creek. 

## Demografia
Segundo o censo nacional de 2010, a sua população é de 5 015 habitantes e sua densidade populacional é de 51,1 hab/km². Possui 2 579 residências, que resulta em uma densidade de 26,3 residências/km².